# Бомба (шашечная комбинация)
Бомба — стандартная комбинация в международных шашках. В ударе «бомба» решающую роль играет правило взятия большинства, отличительное правило  международных шашках. Характерна для классических позиций.

## Тривия
Удар «бомба» упоминается в стихотворении Геннадия Ивановича Шавырина «Шашки наголо!»
А этот вот не растерялся

И хоть на «бомбе» подорвался,

Врага ударил «каблуком»

И в довершение потом

Вонзил ему он, как занозу

Неотразимую угрозу.